# Challenge Tour 4 2019 (snooker)
Il Challenge Tour 4 è il quarto evento Challenge Tour della stagione 2019-2020 di snooker che si è disputato il 19 e il 20 ottobre 2019 a Bruges in Belgio.

## Montepremi
- Vincitore: £2.000
- Finalista: £1.000
- Semifinalisti: £700
- Quarti di Finale: £500
- Sedicesimi di Finale: £250
- Trentaduesimi di Finale: £125

## Fase a eliminazione diretta[2]
| Cinquantaduesimi di Finale | Trentaduesimi di Finale | Sedicesimi di Finale   | Quarti di Finale       | Semifinali             | Finale                 |
| -------------------------- | ----------------------- | ---------------------- | ---------------------- | ---------------------- | ---------------------- |
| Al meglio dei 5 frames     | Al meglio dei 5 frames  | Al meglio dei 5 frames | Al meglio dei 5 frames | Al meglio dei 5 frames | Al meglio dei 5 frames |

| Giocatore              | Giocatore         | Risultato |
| ---------------------- | ----------------- | --------- |
| Cristopher Keogan      | Stuart Watson     | 3 - 1     |
| Kuldesh Johal          | Sam Gates         | 3 - 1     |
| Dylan Emery            | George Pragnell   | 3 - 2     |
| Zak Surety             | Jake Nicholson    | 3 - 2     |
| Keishin Kamihashi      | Jack Bradford     | 3 - 2     |
| Adam Duffy             | Liam Graham       | 3 - 1     |
| Aaron Hill             | Olver Brown       | 3 - 2     |
| Andreas Ploner         | Sybren Sokolowski | 3 - 2     |
| Steven Hallworth       | Ronan Whyte       | 3 - 0     |
| Manasawin Phetmalaikul | Sanderson Lam     | 2 - 3     |
| Matthew Glasby         | Fergal Quinn      | 3 - 0     |
| Daniel Holoyda         | Alex Millington   | 3 - 1     |
| Callum Lloyd           | Patrick Whelan    | 2 - 3     |
| Ben Mertens            | Alex Taubman      | 0 - 3     |
| Lukas Kleckers         | Florian Nüßle     | 3 - 0     |
| Sergey Isaenko         | Ryan Davies       | 2 - 3     |
| Lewis Gillen           | Ka Wai Cheung     | 3 - 1     |
| Kayden Brierley        | Rory McLeod       | 2 - 3     |
| Andrew Pagett          | Peter Devlin      | 3 - 0     |
| Jamie Curtis-Barrett   | Sydney Wilson     | 0 - 3     |
| Sean O'Sullivan        | Luke Pinches      | 3 - 1     |
| Liam Davies            | Joshua Cooper     | 0 - 3     |
| Garry Coulson          | Robbie McGuigan   | 1 - 3     |
| Ashley Hugill          | Iulian Boiko      | 3 - 0     |
| Mark Vincent           | Dean Young        | 3 - 2     |
| Luis Vetter            | Ian Preece        | 1 - 3     |

| Giocatore         | Giocatore         | Risultato |
| ----------------- | ----------------- | --------- |
| Michael Collumb   | Cristopher Keogan | 3 - 0     |
| Kuldesh Johal     | Dylan Emery       | 2 - 3     |
| Paul Davison      | Zak Surety        | 3 - 0     |
| Keishin Kamihashi | Adam Duffy        | 0 - 3     |
| Aaron Hill        | Andreas Ploner    | 3 - 0     |
| Steven Hallworth  | Sanderson Lam     | 1 - 3     |
| Sean Maddocks     | Matthew Glasby    | 2 - 3     |
| Daniel Holoyda    | Patrick Whelan    | 0 - 3     |
| Alex Taubman      | Lukas Kleckers    | 2 - 3     |
| Ryan Davies       | Lewis Gillen      | 0 - 3     |
| Andy Marriott     | Rory McLeod       | 2 - 3     |
| Daniel Womersley  | Andrew Pagett     | 3 - 1     |
| Sydney Wilson     | Sean O'Sullivan   | 0 - 3     |
| Ryan Thomerson    | Joshua Cooper     | 3 - 0     |
| Ashley Hugill     | Robbie McGuigan   | 3 - 1     |
| Ian Preece        | Mark Vincent      | 3 - 1     |

| Giocatore       | Giocatore        | Risultato |
| --------------- | ---------------- | --------- |
| Michael Collumb | Dylan Emery      | 3 - 2     |
| Paul Davison    | Adam Duffy       | 3 - 2     |
| Aaron Hill      | Sanderson Lam    | 3 - 0     |
| Patrick Whelan  | Matthew Glasby   | 3 - 2     |
| Lukas Kleckers  | Lewis Gillen     | 3 - 0     |
| Rory McLeod     | Daniel Womersley | 3 - 1     |
| Sean O'Sullivan | Ryan Thomerson   | 3 - 2     |
| Ashley Hugill   | Ian Preece       | 3 - 1     |

| Giocatore       | Giocatore      | Risultato |
| --------------- | -------------- | --------- |
| Michael Collumb | Paul Davison   | 3 - 1     |
| Aaron Hill      | Patrick Whelan | 3 - 0     |
| Lukas Kleckers  | Rory McLeod    | 3 - 2     |
| Sean O'Sullivan | Ashley Hugill  | 0 - 3     |

| Giocatore       | Giocatore     | Risultato |
| --------------- | ------------- | --------- |
| Michael Collumb | Aaron Hill    | 1 - 3     |
| Lukas Kleckers  | Ashley Hugill | 0 - 3     |

| FINALE The Trickshot, Bruges, Belgio, 20 ottobre 2019 ARBITRO: ? | FINALE The Trickshot, Bruges, Belgio, 20 ottobre 2019 ARBITRO: ? | FINALE The Trickshot, Bruges, Belgio, 20 ottobre 2019 ARBITRO: ? |
| Aaron Hill                                                       | 1 - 3                                                            | Ashley Hugill                                                    |
| ---------------------------------------------------------------- | ---------------------------------------------------------------- | ---------------------------------------------------------------- |
| PRIMA SESSIONE: 0-1 0-2 1-2 1-3 (1-3)                            |                                                                  |                                                                  |
| MIGLIOR BREAK: 57 CENTURY BREAKS: 0                              |                                                                  | MIGLIOR BREAK: 86 CENTURY BREAKS: 0                              |
| Ashley Hugill vince il Challenge Tour 4 2019                     |                                                                  |                                                                  |

### Statistiche
| Giocatore              | Numero di frames vinti |
| ---------------------- | ---------------------- |
| Ashley Hugill          | 18                     |
| Aaron Hill             | 16                     |
| Lukas Kleckers         | 13                     |
| Rory McLeod            | 11                     |
| Sean O'Sullivan        | 9                      |
| Patrick Whelan         | 9                      |
| Michael Collumb        | 9                      |
| Dylan Emery            | 8                      |
| Adam Duffy             | 8                      |
| Matthew Glasby         | 8                      |
| Ian Preece             | 7                      |
| Paul Davison           | 7                      |
| Sanderson Lam          | 6                      |
| Lewis Gillen           | 6                      |
| Kuldesh Johal          | 5                      |
| Alex Taubman           | 5                      |
| Ryan Thomerson         | 5                      |
| Steven Hallworth       | 4                      |
| Andrew Pagett          | 4                      |
| Robbie McGuigan        | 4                      |
| Mark Vincent           | 4                      |
| Daniel Womersley       | 4                      |
| Cristopher Keogan      | 3                      |
| Zak Surety             | 3                      |
| Keishin Kamihashi      | 3                      |
| Andreas Ploner         | 3                      |
| Daniel Holoyda         | 3                      |
| Ryan Davies            | 3                      |
| Sydney Wilson          | 3                      |
| Joshua Cooper          | 3                      |
| George Pragnell        | 2                      |
| Jake Nicholson         | 2                      |
| Jack Bradford          | 2                      |
| Olver Brown            | 2                      |
| Sybren Sokolowski      | 2                      |
| Manasawin Phetmalaikul | 2                      |
| Callum Lloyd           | 2                      |
| Sergey Isaenko         | 2                      |
| Kayden Brierley        | 2                      |
| Dean Young             | 2                      |
| Sean Maddocks          | 2                      |
| Andy Marriott          | 2                      |
| Stuart Watson          | 1                      |
| Sam Gates              | 1                      |
| Liam Graham            | 1                      |
| Alex Millington        | 1                      |
| Ka Wai Cheung          | 1                      |
| Luke Pinches           | 1                      |
| Garry Coulson          | 1                      |
| Luis Vetter            | 1                      |

### Century Breaks (2)
| N° | Giocatore         | Century Breaks | Miglior Break |
| -- | ----------------- | -------------- | ------------- |
| 1  | Paul Davison      | 1              | 144           |
| =  | Cristopher Keogan | 1              | 139           |